# 宋致賢
宋致賢（1976年3月30日—），臺灣高雄市演員，為臺灣知名前AV男優，2004年與女主角萱萱出演色情片《台灣水電工》而成名，卻因此被判處5月有期徒刑，後以易科罰金新臺幣166,800元免於牢獄之災，事後因工作不順而前往日本投身男男色情片行業。2016年曾參加台灣同志遊行。

## 作品

### 女男色情片
- 《台灣水電工》
- 《性愛姿勢教學影片》（與觀月雛乃合作）

### 男女色情片
- 《萱萱日記》

### 男男色情片
- 我和我的總經理（台灣）
- 台灣SPA之旅（台灣）
- 欲望の虎(V JET，2004年)
- Splash (DNA S-CORE，2005年)
- 豪腕スーツ性社淫(KO Company Tyson-Sportus，2005年)
- ドラゴン !!(KO Tyson-Sportus，2006年)
- ガテン熱狂 !! キングゴリラ(KO Tyson-Sportus，2006年)
- ビンビン物語(DNA EJIKI，2006年)
- 鼓舞裸 3rd(MEC STARS，2006年)
- 漢乱射 カンランシャ(MEC，2006年)
- 龍神雷神(KO TYSON SPORTUS，2007年)
- MEC SUPER BEST vol.2 MEC Stars(MEC STARS，2007年)
- Super Porn スーパーポルノ(KO Tyson-Sportus，2008年)
- トリプルスーツ(KO Tyson-Sportus，2008年)
- 変態妄想(KO eros，2009年)
- Mr.J(KO Tyson-Sportus，2010年)
- MUSCLE JOURNEY(Prism Osuinra ，2010年)（共演：真崎航）
- アジア航楽紀行(Prism Osuinra ，2013年)（共演：真崎航）

## 外部連結
- 水電工阿賢／國中是Ａ段班好學生　骨子裡卻流著叛逆的血（页面存档备份，存于）
- 拍A片判刑籌不出罰金　「水電工」阿賢準備坐牢（页面存档备份，存于）
- 首位赴日男優是他卻無人知（页面存档备份，存于）